# Siheung Daeya (métro de Séoul)
Siheung Daeya (en coréen : 시흥대야역) est une station de passage de la ligne Seohae du métro de Séoul. Elle est située, au 289-21 Daeya-dong, dans la ville de Siheung, incluse dans la province de Gyeonggi, au sud-ouest de Séoul, en Corée du Sud.
Ouverte en 2018, la station est desservie par les rames omnibus de la ligne.

## Situation sur le réseau

Plan du réseau du métro de Séoul (2023)